# 한탈 흐로트
한탈 흐로트(네덜란드어: Chantal Groot, 1982년 8월 18일 ~ )는 네덜란드의 여성 수영 선수이다. 2000년 올림픽. 2004년 올림픽에서 계영 부문 메달을 수상했다.